# Транссексуал (Секретные материалы)
«Транссексуал» (англ. «Gender Bender») — четырнадцатый эпизод первого сезона сериала «Секретные материалы», главные герои которого — специальные агенты ФБР Фокс Малдер (Дэвид Духовны) и Дана Скалли (Джиллиан Андерсон) расследуют сложно поддающиеся научному объяснению преступления.
В данном эпизоде Малдер и Скалли расследуют серию странных смертей здоровых молодых людей, умерших от сердечных приступов после полового акта. География смертей и найденные улики приводят следователей в Массачусетс к религиозному культу, известному как «Кровные родственники», члены которого хранят секрет и, возможно, вообще не являются людьми. Эпизод является «монстром недели», не связанным с основной «мифологией» сериала, заданной в пилотной серии.
Премьера «Транссексуала» состоялась 21 января 1994 на телеканале Fox. От критиков эпизод получил смешанные отзывы.

## Сюжет
На дискотеке молодая женщина соблазняет молодого мужчину. После секса мужчину начинает тошнить, и он умирает от приступа. Женщина превращается в мужчину и покидает комнату, переодевшись в одежду убитого. Агенты Малдер и Скалли вызваны на место преступления. Малдер уверен, что смерть молодого человека связана с дозой феромонов, оказавшейся настолько сильной, что привела к летальному исходу. Кроме того, существует неясность в половой принадлежности предполагаемого убийцы, совершившего схожие преступления. Доказательства с места совершения преступления, включая уникальный сорт белой глины, приводят агентов в аманитское сообщество в Массачусетсе, известное как «Кровные родственники».
Малдер пытается заговорить с сектантами во время совершения ими покупок в местном магазинчике, но «родственники» его избегают. Скалли удаётся установить слабый контакт со стеснительным членом сообщества — братом Эндрю. Когда он берёт её за руку, Скалли входит в состояние лёгкого транса. Купив в магазине туристическую карту, агенты отправляются в общину, но теряются в лесу и оказываются окружёнными «Кровными родственниками», которые приглашают их к себе на ужин, но требуют, чтобы Малдер и Скалли сдали оружие. Во время ужина пожилой больной мужчина, брат Аарон, теряет сознание, но Скалли запрещают ему помогать. Тем временем в другом ночном клубе мужчина обольщает поначалу сопротивляющуюся молодую девушку, просто взяв её за руку.
Покидая деревню, Малдер обращает внимание Скалли на отсутствие детей в сообществе и утверждает, что узнал некоторые из лиц с фотографий 1930-х годов, которые днём видел в магазине. Под покровом ночи Малдер возвращается в деревню, по которой разносится монотонный гул, а процессия из «кровных родственников» с зажжёнными фонарями движется к большому амбару. Скалли, оставшаяся за околицей, застигнута братом Эндрю. Тот утверждает, что может поделиться с ней информацией об убийце, которого называет братом Мартином.
В подвале амбара, в системе запутанных ходов, Малдер наблюдает, как группа людей омывает тело брата Аарона в ванне с жидкой глиной, после чего мужчину куда-то уносят, а сами «родственники» уходят. После их ухода Малдер осматривает место, но внезапное возвращение сектантов застигает его врасплох. Малдер поспешно прячется в одной из пещер, где обнаруживает, что брата Аарона похоронили заживо, и у того уже начинают проявляться женские черты. Тем временем брат Эндрю, взяв Скалли за руку, вводит её в состояние транса и начинает целовать, но тут в его комнату врывается Малдер. Выходя из дома, Малдер и Скалли натыкаются на членов секты. «Родственники» снова выдворяют агентов из поселения, повторив, чтобы те не вмешивались в их дела. Скалли идёт с трудом, и её начинает сильно тошнить, но вскоре становится лучше.
В припаркованной машине мужчина по имени Майкл занимается любовью с «братом Мартином» в его женском обличье, но их прерывает полицейский патруль. Когда Майкла внезапно начинает тошнить, офицер теряется, и брат Мартин, нокаутировав его сильным ударом руки, сбегает. В больнице Майкл неохотно рассказывает Малдеру и Скалли, что когда он выглянул из окна, то увидел, что девушка, с которой он был, выглядела как мужчина. Женщина-полицейский сообщает агентам, что замечена активность по кредитным картам одной из предыдущих жертв. Агенты находят брата Мартина в отеле с очередной убитой жертвой, но Мартину удаётся сбежать, оглушив Малдера. Скалли догоняет Мартина в переулке, но в это время из темноты появляются члены «Кровных родственников» и забирают его с собой, также исчезнув в темноте.
Решив, что сектанты могут вернуться только в одно место, агенты отправляются в деревню, которая теперь выглядит пустынной. Подземные туннели полностью залиты застывшей белой глиной. Малдер и Скалли выходят на ближайшее поле, где обнаруживают огромный выстриженный круг, что даёт им основания полагать, будто «Кровные родственники» — это пришельцы.

## Производство

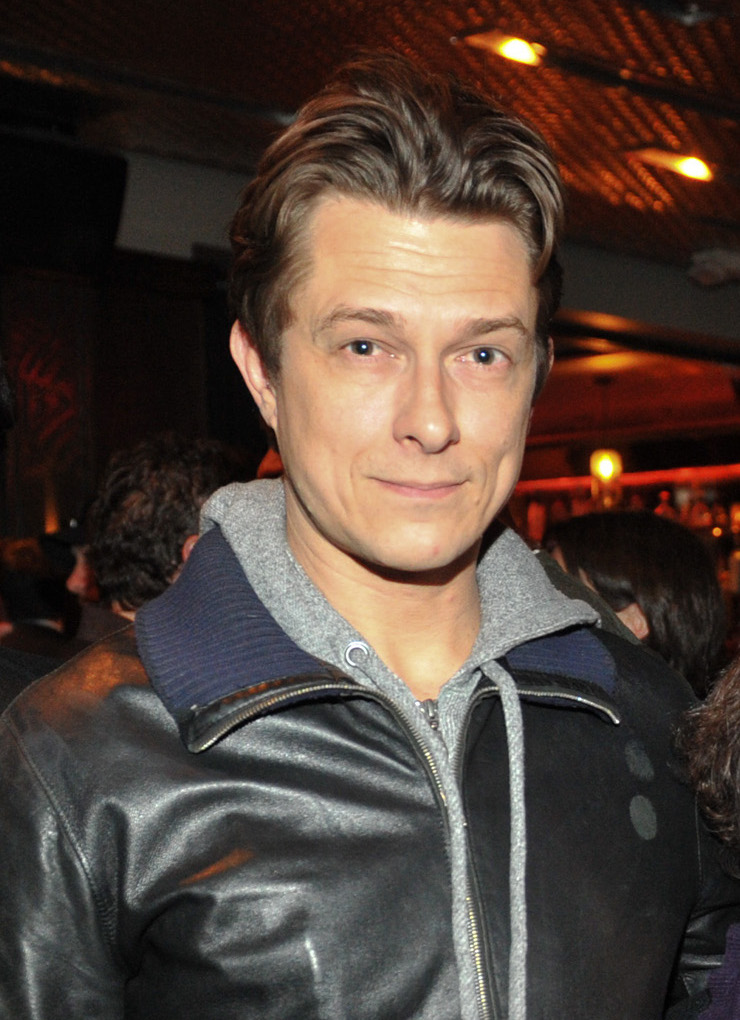
Питер Стеббингс получил роль брата Мартина, благодаря внешнему сходству с Кейт Туа, ранее утверждённой на роль этого же персонажа в его женском обличии.

При обсуждении сценария эпизода продюсер Глен Морган сказал, что «хотел эпизод с более сексуальными гранями, но было сложно найти историю, в которой секс вызывал бы ужас. В результате родилась идея: „что если взять людей с каким-то отклонением, вроде аманитов, которые были бы с другой планеты?“». Авторами сценария выступили писатели-фрилансеры Ларри и Пол Барберы, чей изначальный вариант сюжета строился на контрасте между фермерским обществом и городской жизнью с упором на сексуальный контекст. Сценарий прошёл через множество доработок в процессе создания: так для поддержания сюжетной линии в определённом контексте была удалена сцена гниения человеческого паха. Монотонный гул «Родственников» был добавлен позже продюсером сериала Полом Ра́буином.
Эта серия стала режиссёрским дебютом Роба Боумана, который в дальнейшем стал одним из самых плодовитых режиссёров сериала и выступил постановщиком первой киноадаптации сериала: «Секретные материалы: Борьба за будущее». Съёмки «Транссексуала», по словам Боумана, были для него сложными. Несколько сцен должны были сниматься при скудном освещении керосиновой лампы, но от этого пришлось отказаться из-за плохого качества картинки. Сложности возникли и при съёмках сцены подземного лабиринта: из-за стеснённого пространства нужные сцены с участием Духовны не удалось снять с нескольких углов сразу, и их пересъёмка отняла дополнительный день сверх графика.
Наружные съёмки деревни, населенной «Кровными родственниками», снимались в исторической резервации 1890-х годов в Лэнгли, Британская Колумбия, тогда как интерьерные съёмки проходили в построенных декорациях в студии. Маленький городок, куда агенты приехали в поисках сектантов, снимался в Стивстоне, Британская Колумбия — месте, которое будет снова использовано при съемках более позднего эпизода первого сезона — «Чудотворец». Музыка, использованная в этой серии в сценах в ночном клубе, стала переработкой предыдущей работы композитора Марка Сноу, созданной им для сериала «Уличные войны».
При подборе кандидаток на роль брата Мартина в женском обличии была первой утверждена актриса Кейт Туа. Актёр на роль Мартина-мужчины подбирался из расчёта, что он будет внешне похож на Туа, и наиболее похожим, по мнению продюсера Боба Гудвина, стал Питер Стеббингс. Эпизод также примечателен тем, что в нём впервые на экране появился Николас Ли, сыгравший эпизодическую роль. Его актёрская работа настолько впечатлила создателя сериала Криса Картера, что он позже пригласил Ли в качестве второстепенного героя — Алекса Крайчека, который впоследствии стал одним из главных антагонистов сериала. Кейт Туа также повторно сыграла в «Секретных материалах», вернувшись в эпизоде «Рассеянный свет», где исполнила роль бывшей коллеги Скалли.

## Эфир и реакция

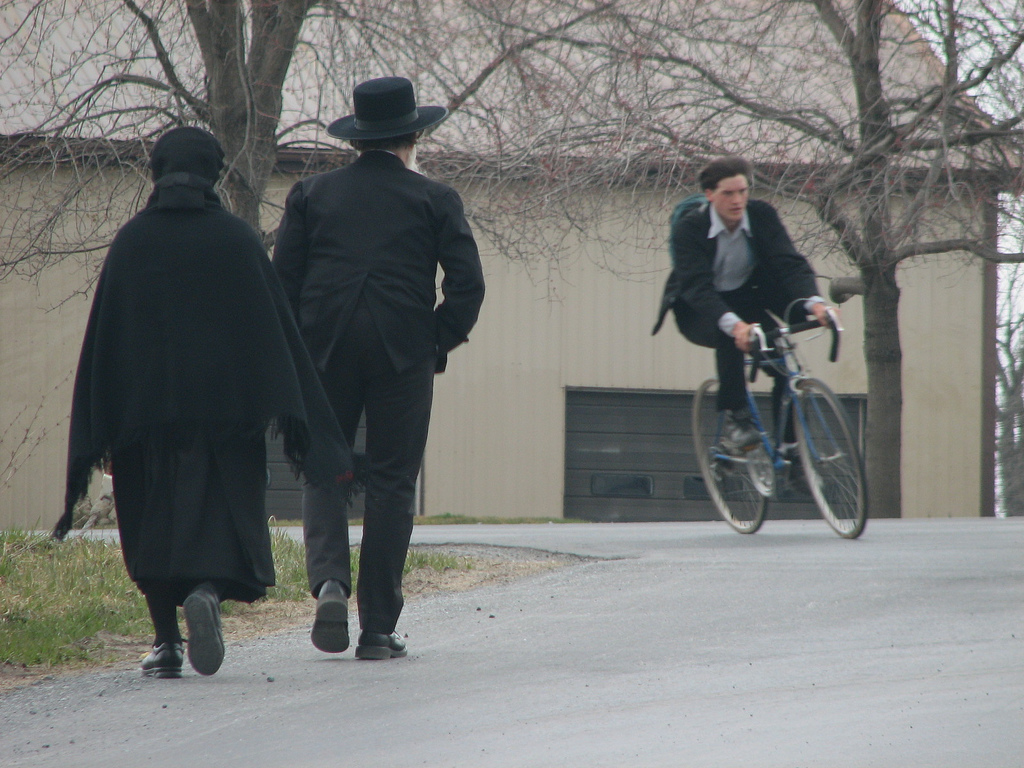
На вопрос о сходствах между амишами (на илл.) и «Родственниками» Крис Картер ответил, что «его это не беспокоило, так как у амишей нет телевизоров».

Премьера «Транссексуала» состоялась на телеканале Fox 21 января 1994 года. По шкале Нильсена эпизод получил рейтинг в 7,2 балла с 12-процентной долей, означающий, что из всех телевизоров в американских домохозяйствах 7,2 процента работали во время премьеры, и 12 процентов из этого числа были настроены на просмотр эпизода. Приблизительное количество домохозяйств США, видевших премьерный показ, оценивается в 6,8 миллиона, а количество зрителей — в 11 миллионов.
Эпизод получил смешанные отзывы от критиков. Мэтт Хэй в статье для «Den of Geek» положительно оценил «Транссексуала», похвалив впечатляющие декорации и «жутких» злодеев. Зак Хэндлен, обозреватель «The A.V. Club», присвоил эпизоду оценку «A» (четыре балла из четырёх), охарактеризовав увиденное как «совершенное сочетание научной теории, неподтверждённых слухов и запоминающейся визуальной составляющей». Хэндлен счёл сюжет эпизода идеальным для «Секретных материалов», так как герои сталкиваются с паранормальным феноменом, так и не сумев узнать о нём правду. Анна Джонс в рецензии для «TV Squad» также похвалила эпизод, сказав, что он ей «понравился весь».
В ретроспективном обзоре первого сезона «Entertainment Weekly» присвоил «Транссексуалу» оценку «B−» (2,75 балла из 4-х), резюмировав, что «умная идея» была «подорвана вязанкой горящих вопросов». Роберт Ширман и Ларс Пирсон в книге «Wanting to Believe: A Critical Guide to The X-Files, Millennium & The Lone Gunmen» (рус. «Желая верить: Критический путеводитель по „Секретным материалам“, „Миллениуму“ и „Одиноким стрелкам“») оценили эпизод на полторы звезды из пяти, найдя концовку «законченным клише». При этом Ширман счёл режиссуру Боумана и контраст между «декадентной» ночной жизнью города и «самоконтролем и отказом» «Родственников» от благ цивилизации яркими моментами эпизода.
В книге «The Nitpicker’s Guide for X-Philes» (рус. «Путеводитель от зануды для икс-филов») Фил Фарранд отметил несколько несостыковок сюжета. Например, феромоны «Родственников» содержат человеческий ДНК, а между собой сектанты говорят по-английски, что было бы весьма сомнительно для пришельцев. Также Фарранд отрицательно отнёсся к концовке, посчитав её нереалистичной. В этом его мнение совпало со взглядом некоторых основных членов съёмочной группы, которые расценили развязку эпизода как «deus ex machina». Джеймс Вонг посчитал концовку оборванной и неожиданной, добавив, что отсутствие связи между концовкой и сюжетом лишили зрителя чувства катарсиса. Глен Морган сказал, что «эпизод зашёл слишком далеко».